# Witchery
Witchery es una banda de thrash metal sueca formada por miembros de Satanic Slaughter en 1997.

## Historia
El grupo fue formado tras la disolución de Satanic Slaughter por los guitarristas Patrik Jensen (The Haunted) y Richard Corpse, el bajista Sharlee D'Angelo (Mercyful Fate, King Diamond, Arch Enemy, Spiritual Beggars), el batería Mique y el cantante Toxine. En 1998 publican su primer trabajo, Restless and Dead editado por Necropolis Records. Ese mismo año sacarán su EP Witchburner, con un par de temas nuevos y cuatro versiones. En 1999 harán su primera gira fuera de Europa, acompañando a Emperor por los Estados Unidos. Su siguiente disco, Dead, Hot and Ready, con canciones como "Full Moon" y "Resurrection", no se hizo esperar mucho y en el año 2000 hicieron una gira de seis semanas por Europa. En 2001 publican Simphony for the Devil, disco que graban en los Berno Studios de Malmö (Suecia) siendo ese trabajo el debut de Martin Axe (Opeth, Bloodbath) en la batería tras la salida de la banda de Mique por motivos profesionales, haciendo su segunda gira por los EE. UU. (esta vez con The Haunted) ese mismo año. En 2004 comienzan a grabar el disco Don't Fear the Reaper, de nuevo en los Berno Studios, pero mezclado en los Antfarm Studios por Tue Madsen. El disco no verá la luz hasta 2006, dado que el grupo firmará un contrato a nivel mundial con la discográfica Century Media a finales de 2005.

## 2010 - witchkrieg
En 2010 la banda grabó "Witchkrieg". Más allá de la excelencia de la letra, "Witchkrieg" retoma el espíritu de aquellos primeros álbumes, aunque con una mejor producción."Witchkrieg" fue lanzado el 21 de junio en Europa y el 29 de junio en América del Norte a través de Century Media Records. El CD fue mezclado y masterizado en Antfarm estudios por Tue Madsen (Dark Tranquility, The Haunted, Heaven Shall Burn) la portada fue creada por un viejo conocido de la banda Andreas "Díaz" Pettersson.
"Witchkrieg" cuenta con las colaboraciones de Andy LaRocque (King Diamond), Kerry King (Slayer), Hank Shermann (Mercyful Fate, Force Of Evil Demonica) y Jim Durkin (Dark Angel) todos ellos grabaron partes para este material.
El line up de Witchery por ese entonces fue: El Guitarrista Patrik Jensen (The Haunted), Rickard Rimfält guitarra de (Seance), el bajista Sharlee D'Angelo (Arch Enemy y Spiritual Beggars), y el batería Martin "Axe" Axenrot (Opeth, Bloodbath) más el cantante Erik "Legion" Hagsted en la voz (ex Marduk/Devian).

## 2016 - In His Infernal Majesty Service
Un total de seis años después de su último disco de estudio, la banda con sede en Linköping , Suecia , WITCHERY finalmente regresa con su sexto álbum de estudio,"In His Infernal Majesty's Service" , a salir el 25 de noviembre de 2016 a través de Century Media Records
Wotchery toco en una veintena de festivales en apoyo de su última disco, de 2010 "Witchkrieg" , hizo una gira por Japón junto con Vader y Watain, pero, por desgracia,  la alineación de la banda no continuó. Mientras que el exvocalista de Dark Funeral , Emperor Magus Calígula asumió  los deberes de reemplazo en vivo durante un tiempo en sustitución del vocalista ex Marduk / Devian , Erik "Legión" Hagstedt .
Fue sólo recientemente que el guitarrista y líder de la banda Patrik Jensen logró reunir a los nuevos miembros adecuados para las grabaciones de "In His Infernal Majesty's Service", como él explica.
" Hemos tenido tristemente que separarnos de dos miembros anteriores a este álbum; miembros de larga estadía en la banda como Martin Axenrot y el miembro de shows en vivo, el cantante Emperor Magus Calígula .
La partida de Martin es puramente por estar demasiado ocupado con sus otros proyectos musicales y Calígula tuvo que dejar la banda a través de una desafortunada condición médica que involucra su audición. Estas son dos graves pérdidas para la banda y les deseamos todo lo mejor en el futuro.
hemos podido, sin embargo, encontrar reemplazos capaces para nuestros dos hermanos perdidos: Chris Barkensjö en la batería y Angus Norder en la voz ambos traen sangre fresca y nuevas ideas a la banda y se puede oír claramente que ambos tienen más que lo necesario para ello.
Celebrando los 20 años de existencia del grupo, "In His Infernal Majesty's Service" exhibe una alineación ilustre y renovada que consta de los miembros originales Patrik Jensen (guitar; The Haunted), Rikard Rimfält ( Richard Corpse) ( (guitar; Seance) y Sharlee D'Angelo (bass, Arch Enemy)
junto con las nuevas incorporaciones a la banda Angus Norder (voz; Nekrokraft) y Chris Barkensjö (batería, Lik). Evidentemente, Witchery se mantiene en el estilo y continúa su tradición de combinar los mejores elementos de la vieja escuela del thrash, speed, death, y black con heavy metal puro. El nuevo álbum,  fue producido y mezclado por Daniel Bergstrand en Dug Out Studio (Behemoth, In Flames, Meshuggah).
Jensen añade: "Musicalmente,  quería hacer este disco más crudo que los anteriores Quizás tan crudo como el primer disco , yo realmente no quería un exceso de trabajo,  yo también quería disfrutar de la música que viene más de sentimiento. y el entusiasmo que la música da cuando se contempla y se interpreta.
"Este álbum fue grabado por Daniel Bergstrand en su Dug Out Estudio en Uppsala, Suecia. A pesar de que Daniel ha sido un nombre muy conocido dentro de la comunidad del metal, nunca he tenido la oportunidad de trabajar con él antes.
"Tengo que decir que es muy fácil trabajar con Daniel. Es un gran tipo y de inmediato comprendí lo que estaba buscando para la producción cuando hablé con él sobre el álbum.
"Mi petición principal era que quería una producción en bruto y sin pulir. No me gustan las producciones donde se puede escuchar que la banda ha tenido siglos para completar una sola canción. Donde puede haber un mes de pausas entre la guitarra y tomar café  etc. yo quería que sonara como una banda real donde se está reproduciendo un disco juntos. Mi segunda petición fue que quería que la batería sonara como el VAN HALEN en el álbum 1984' ' . me encanta en serio el sonido de la batería middy agresiva.
"Creo que Daniel hizo un trabajo increíble y sé que él valora esta producción muy bien en su propia lista personal de álbumes con los que ha trabajado  ..."
El artwork de  "In His Infernal Majesty Service" fue creada por Andreas Díaz Pettersson . Jensen dice: "Es un viejo amigo de la banda y diseñador de muchas cosas asociadas con WITCHERY , Andreas Díaz Pettersson fue llamado una vez más para crear el artwork para nuestro nuevo álbum. Él tiene una gran capacidad para crear obras de arte que realmente se destacan dentro de la escena, sin comprometer la calidad o la esencia de la banda. Estamos muy satisfechos con lo que él ha creado para nosotros, y creemos que su obra es una gran adición a la calidad y el atractivo global masivo realmente creemos que este disco tiene emoción! "

## Miembros
- Patrik Jensen - guitarra (1997-)
- Richard Corpse - guitarra (1997-)
- Sharlee D'Angelo - bajo (1997-)
- Chris Barkensjö  - batería (2016-)
- Angus Norder - voz (2016-)

## Antiguos miembros

### Batería
- Mique - (1997–1999)
- Martin Axenrot - Batería (1999-)

### Voces
- Toxine (Tony Kampner) - (1997–2010)
- Legion (Erik Hagstedt) - (2010–2011)
- Emperor Magus Caligula - voces en vivo (2011-)

## Discografía
- Restless & Dead - Necropolis (1998)
- Witchburner EP - Necropolis (1999)
- Dead, Hot And Ready - Necropolis (1999)
- Symphony For The Devil - Necropolis (2001)
- Don't Fear The Reaper - Century Media (2006)
- Witchkrieg - Century Media (2010)
- In His Infernal Majesty's Service - Century Media (2016)
- I Am Legion - Century Media (2017)
- Nightside - Century Media (2022)

## Otras referencias al grupo
- Myspace oficial del grupo